# Armenak Alačačjan
Armenak Misakovič Alačačjan (in russo Арменак Мисакович Алачачян?; Alessandria d'Egitto, 25 dicembre 1930 – Scarborough, 4 dicembre 2017) è stato un cestista e allenatore di pallacanestro sovietico.
Era anche noto con la traslitterazione Armenak Alachachian.

## Carriera
Con l'Unione Sovietica ha disputato i Giochi olimpici di Tokyo 1964 e quattro edizioni dei Campionati europei (1953, 1961, 1963, 1965).

## Palmarès

### Giocatore
- Campionato sovietico: 6

CSKA Mosca: 1960, 1960-61, 1961-62, 1963-64, 1964-65, 1965-66
- Coppa dei Campioni: 2

CSKA Mosca: 1960-61, 1962-63

### Allenatore
- Campionato sovietico: 2

CSKA Mosca: 1968-69, 1969-70
- Coppa dei Campioni: 1

CSKA Mosca: 1968-69